# 张江科学之门
张江科学之门是位於中華人民共和國上海市浦東新區张江城市副中心的一栋双子塔建筑，塔楼高320米，总建筑面积约18万平方米，建筑主体共59层，塔楼结构形式采用型钢混凝土-框架核心筒结构，建成后将成为上海最高双子塔。

## 简介
2022年10月24日，上海建工一建集团承建的张江中区58-01地块项目办公塔楼核心筒结构封顶。2023年4月，张江“科学之门”完成了主体钢结构封顶。2023年10月10日上午，张江科学之门东塔实现320米外立面幕墙封顶，东西双塔外立面幕墙全部完工。同年12月，张江“科学之门”西塔楼已完成近90%的建设任务，正进入最后的内部设备安装调试和精装饰阶段。2025年1月，张江科学之门西塔项目通过竣工验收。